# Вільялар-де-лос-Комунерос
Вільялар-де-лос-Комунерос (ісп. Villalar de los Comuneros) — муніципалітет в Іспанії, у складі автономної спільноти Кастилія-і-Леон, у провінції Вальядолід. Населення — 459 осіб (2010).
Муніципалітет розташований на відстані близько 170 км на північний захід від Мадрида, 35 км на захід від Вальядоліда.

## Демографія
Динаміка населення (INE ):

## Галерея зображень

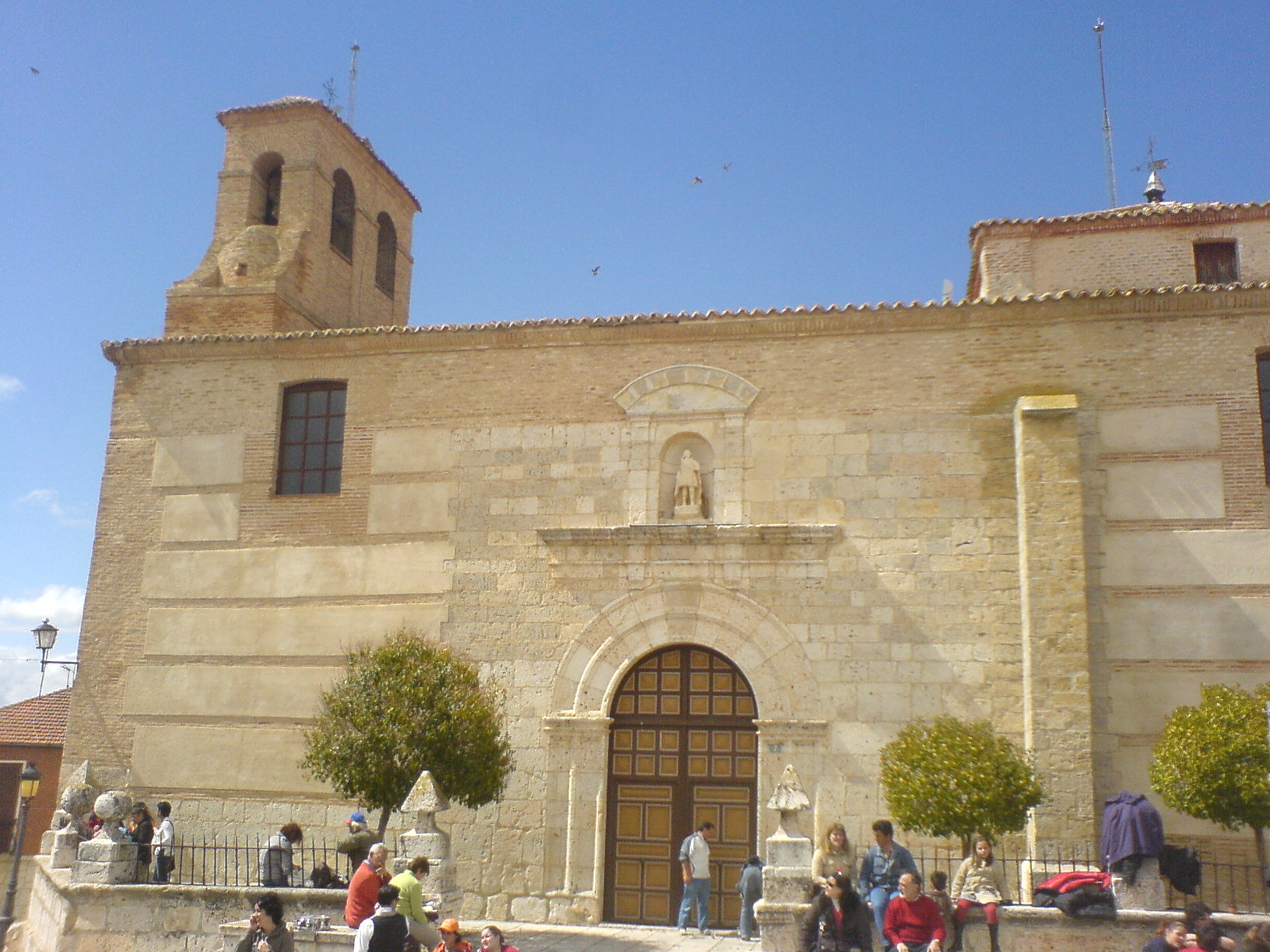
Церква Сан-Хуан-Баутіста